# Беніто Муссоліні
Бені́то Амілька́ре Андре́а Муссолі́ні (італ. Benito Amilcare Andrea Mussolini італійською: [beˈniːto aˈmilkare anˈdrɛːa mussoˈliːni]; 29 липня 1883, Предаппіо, Емілія-Романья, Королівство Італія — 28 квітня 1945, Меццегра, Ломбардія, Королівство Італія) — італійський політичний та державний діяч, фашистський диктатор Королівства Італія з 1922 по 1943 роки. Керував Національною-фашистською партією. Дуче Італійської соціалістичної республіки та Дуче італійського фашизму від запровадження Італійського союзу боротьби (італ. Fasci italiani di combattimento). У період правління Муссоліні було обмежено частину прав і свобод населення, установлено авторитарний режим у формі персональної диктатури. За його наказом на Сицилії була практично розгромлена мафія. Він сконцентрував значну частину влади у своїх руках як провідник, «дуче» (il duce) фашистської партії, та спробував створити Італійську імперію (фактично — відродити давню Римську), яка була б у військовому союзі зі Третім Рейхом. Поразка Італії у Другій світовій війні призвела також до втрати влади Муссоліні. У 1945-му році його стратили італійські партизани. Як диктатор Італії та засновник фашизму, Муссоліні надихав та підтримував міжнародне поширення фашистського руху в міжвоєнний період.

## Ранні роки
Народився поблизу Форлі, в Предаппіо. Його батько Алессандро був ковалем, мати Роза — шкільною вчителькою. Його назвали на честь трьох відомих лівих діячів — мексиканського революціонера Беніто Хуареса, італійського соціаліста Андреа Коста та Амількаре Кіпріані. Як і його батько, Беніто став переконаним соціалістом, а пізніше марксистом. Мав брата Арнальдо, який став визначним теоретиком фашизму.

### Швейцарський період

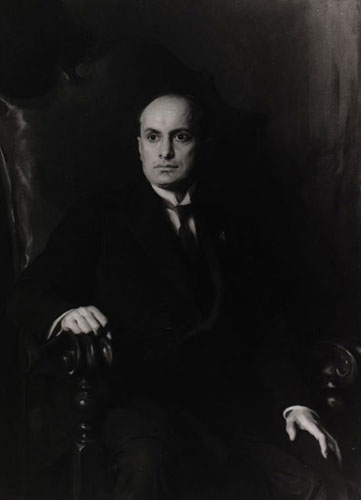
Беніто Муссоліні, 1923

Отримавши у 1901 році освіту вчителя початкових класів, 1902 року він емігрував у Швейцарію. Не маючи можливості знайти там постійну роботу, був арештований на 24 години за бродяжництво. Розпочав навчання в університеті, захопився вченнями професора-соціолога В. Парето. Вивчав Ніцше, Шопенгауера, Штірнера та Жоржа Сореля. Згодом влада виселила його з кантону Женеви як небезпечного та політично підозрілого. Переїхав до Анемасу, де заробляє лекторською діяльністю.

### Повернення до Італії
Повернувшись до Італії, пішов до армії. По поверненню додому вже в 1907—1908 роках працював народним вчителем у Тольмеццо, паралельно вивчає латину та грецьку. Виступав з доповідями на віче, критикуючи владу. Згодом навчався у приватному інституті імені Уліса Кальві, вивчав французьку. Після декількох сутичок з поліцією у 1908 році пішов працювати до газети в австро-угорському містечку Тренто, його призначили секретарем соціалістичної партії. Був заарештований за політичні переконання. 1909 року знову виселений до Італії, де написав книжку «Поглядом соціаліста на Трентино», де висловив заклик до війни Італії з Австро-Угорщиною за повернення іредентичних земель.
Одружився з подругою дитинства та став у Форлі редактором соціалістичної щотижневої газети La Lotta di Classe («Класова боротьба»). У цей час його політичні погляди дуже відрізнялися від тих, якими вони стануть пізніше. Він називав себе «антипатріотом». У 1910 році виступав на соціалістичнім конгресі в Мілані, де критикував парламентаризм.
У 1911 році знову заарештований після активної участі у масовому протесті проти рішення уряду Джьолітті здійснити експедицію до Лівії.
У 1914 році знову постав перед судом за гостру політичну опозицію.

## Народження фашизму

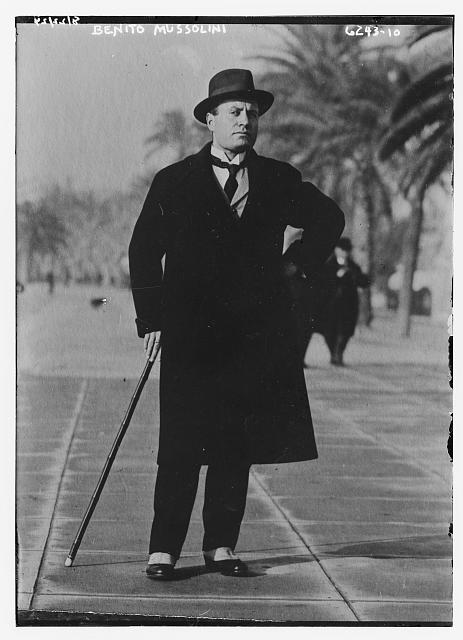
Беніто Муссоліні

Муссоліні порвав із соціалістами через їхню позицію щодо неприєднання Королівства Італія до Першої світової війни, що і стало початком його відходу від пацифістських позицій.
У листопаді 1914 року він заснував нову газету Il Popolo d'Italia («Народ Італії») та провійськову групу Fasci d'Azione Rivoluzionaria, яка вже за два місяці налічувала 5 тисяч членства. Агітуючи за вступ Італії у війну, що охопила Європу, у 1915 році Муссоліні вирушив на фронт у складі полку берсальєрів. За зразкову хоробрість отримавши підвищення до капрала 1917 року в боях на плато Карс він отримує важке поранення під час вибуху міномета, що розірвався всередині траншеї. Був доставлений у госпіталь Ронкі, неподалік від ворожих позицій, де йому довелось перенести цілий ряд складних операцій, а також пережити артилерійські обстріли, адже стан здоров'я не дозволяв його транспортувати. Після складної реабілітації був демобілізований.
Повернувшись в Мілан, він шукав шляхи спротиву більшовизму, що почав охоплювати Італію. Термін «фашизм» він виводив від італ. fascio («фасція» — зв'язка прутів, яку несли ліктори перед римськими магістратами і яка була символом державної влади). Фашизм став для італійців символом сили та порядку.
Перші фашистські організації з'явилися в Італії в 1919 році. Вони були сформовані як напіввійськові дружини колишніх фронтовиків і називались «фаші ді комбантіменто», тобто з'єднання військовиків. Їхня назва дала найменування усьому фашистському рухові.
Організованим політичним рухом фашизм став 23 березня 1919 року, коли в Мілані пройшла зустріч фашистської партії «Італійський союз боротьби». Ця дата вважається днем народження італійського фашистського руху, хоча фактична дата заснування — 23 лютого 1919 року.
1919 року комуністи вбили студента, який відмовився крикнути «Геть Італію!», згодом комуністи підірвали будівлю театру «Діяна», внаслідок чого загинуло 17 людей. На похорони прийшли і загони фашистів на чолі з Муссоліні. Зрештою, у вересні 1920 року пролетаріат зайняв фабрики по усій Італії. На одній з фабрик комуністи засудили кількох фашистів на смерть та кинули їх у розпалені печі. По всій країні запанувала анархія.
Провалившись на виборах 1919 року, він пройшов до парламенту 1921 року, ставши членом правого крила.
В обмін на підтримку групи промисловців та землевласників Муссоліні надав підтримку штрейкбрехерству та припинив революційну пропаганду. У 1921 році «Союз боротьби» був перетворений на Національну фашистську партію. Коли ліберальні уряди Джованні Джолітті, Іваное Бономі та Луїджі Факта не змогли зупинити розповсюдження анархізму, та після того, як фашисти 28 жовтня 1922 року організували демонстративний «Марш на Рим» (Marcia su Roma), італійський король Віктор Емануїл III запросив Беніто Муссоліні сформувати новий уряд. 31 жовтня 1922 року Муссоліні став наймолодшим прем'єр-міністром в історії Італії.

## Фашистська диктатура
Спочатку він користувався підтримкою парламентських лібералів. З їхньою допомогою запровадив жорстку цензуру та змінив виборчі методи так, що протягом 1925–1926 років зміг зібрати в своїх руках диктаторські повноваження та розпустити всі інші партії. Вміло використовуючи свій абсолютний контроль над пресою, він поступово побудував собі імідж «Провідника», людини, яка завжди має рацію та може вирішити всі проблеми політики та економіки. Італія швидко перетворилася на поліційну державу. З тими, хто намагався чинити йому опір, як, наприклад, соціаліст Джакомо Маттеотті, Муссоліні був безжалісний. Але його пропагандистський талант був настільки великим, що опозиції до нього майже не існувало.
У різний час, починаючи з 1922 року, Муссоліні особисто керував міністерствами внутрішніх справ, зовнішніх справ, колоній, підприємництва, армії та інших військових формувань та суспільних робіт. Іноді в його руках було сконцентровано до семи посад на додачу до прем'єрської. Також він продовжував залишатися головою фашистської партії (сформованої в 1921 році) та озброєної фашистської міліції. Концентрація такої влади в одних руках відбувалася ціною створення надмірно централізованої, неефективної та корумпованої держави.
У 1924 році була спроба італійських парламентарів об'єднатись проти фашизму (так званий Авентинський блок), але роз'єднаність опозиції дала змогу Муссоліні розгромити будь-який політичний опір повністю.

Муссоліні виголошує промову

Під диктаторством Муссоліні парламентську систему було практично скасовано. Закони довільно переписувалися. Всі вчителі в школах та університетах мали присягати на вірність фашистському режиму. Муссоліні сам призначав редакторів всіх газет, а кожний журналіст мусив мати сертифікат від фашистської партії, щоб мати можливість працювати за професією. Профспілки були позбавлені своєї незалежності та інтегровані в те, що називалося «корпоративною системою». Метою, якої так і не було досягнуто, було помістити кожного італійця в яку-небудь професійну організацію чи «корпорацію», які всі були під державним контролем.
Муссоліні віддячив тим, хто його фінансував, перевівши певну кількість промислових галузей з державної власності у приватну. Але у 1930-х роках він почав повертатися до протилежної крайності жорсткого державного контролю над промисловістю. Великі кошти йшли на суспільні витрати. Проте економіка страждала від його надмірних зусиль зробити Королівство Італія самодостатнім. Королівству Італія не вистачало ресурсів на надмірну індустріалізацію.

## Військова агресія

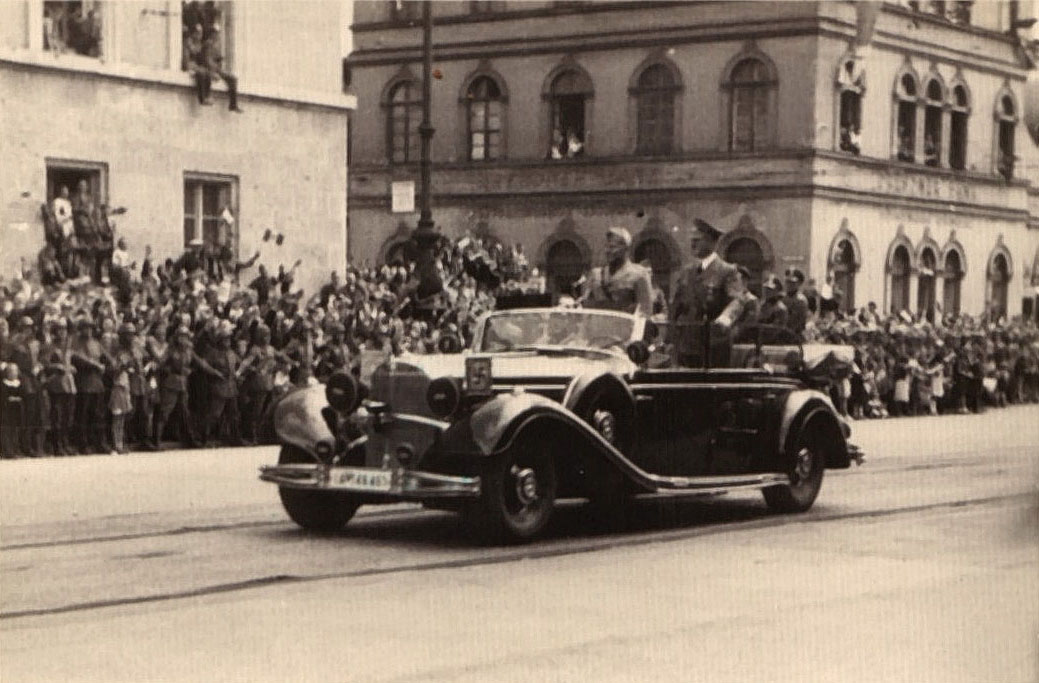
Муссоліні й Гітлер в Мюнхені у 1940 році

Муссоліні та Гітлер

У зовнішній політиці Муссоліні швидко перейшов від пацифістського антиімперіалізму до крайньої форми агресивного націоналізму. Одним із перших прикладів цього було його бомбардування Корфу 1923 року. Після того він успішно встановив маріонетковий режим в Албанії та завоював Лівію. Його мрією було зробити Середземне море mare nostrum («нашим морем»).
1935 року на конференції у Стрезі він допоміг створити антигітлерівський фронт, щоб захистити незалежність Австрійської республіки. Але його успішній війні проти Ефіопської імперії чинила опір Ліга Націй, і він був змушений шукати союзу з Третім Рейхом, який вийшов із Ліги 1933 року. Його активне втручання в Громадянську війну в Іспанії у 1936—1939-х рр. на боці генерала Франсіско Франко виключило будь-яку можливість примирення з Французькою республікою та Великою Британією. Внаслідок цього він мусив змиритися з нацистським аншлюсом Австрійської республіки та розділом Чехословацької республіки 1939 року. На Мюнхенській конференції у вересні 1938 року він виступав як поміркований політик, який прагне миру в Європі. Але його «вісь» з Третім Рейхом отримала фактичне підтвердження у вигляді «Сталевого пакту» з Гітлером у травні 1939 року. Явно будучи підпорядкованим партнером, Муссоліні після 1938 р. вслід за нацистами запровадив расову політику, яка призвела до переслідування євреїв та створення системи апартеїду в Італійській імперії.

## Друга світова війна
З наближенням Другої світової війни Муссоліні оголосив про свій намір приєднати Мальту, Корсику та Туніс. У квітні 1939 року, після недовгої війни, він окупував Албанське королівство. Не розуміючи, що він мав би більший зиск від збереження балансу сил в Європі, він спирався на політику блефу та буйства, щоб примусити західні демократії піддатися на його зростаючі територіальні апетити. Хоча протягом 15 років Муссоліні проповідував принади війни та військову готовність Королівства Італія, його війська були абсолютно не готові, коли вторгнення Гітлера в Польщу призвело до Другої світової війни. Муссоліні вирішив не втручатися, доки не стане ясно, хто виграє. Він оголосив війну тільки в червні 1940 року, сподіваючись, що війна триватиме не довше кількох тижнів. Його напад на Грецію в жовтні продемонстрував, що він нічого не зробив для підготовки ефективної військової машини. Однак, йому нічого не залишалося, крім слідом за Гітлером оголосити війну Радянському Союзу в червні 1941 року та Сполученим Штатам Америки в грудні 1941 року.
Слідом за поразками італійців на всіх фронтах та після висадки британо-американських військ у Сицилії 1943 року, більшість соратників Муссоліні відвернулася від нього на Великій фашистській раді 25 липня 1943 року. Це дозволило королю відправити його у відставку та заарештувати.
Визволений німцями через кілька місяців, Муссоліні заснував республіканську фашистську державу (Італійську соціальну республіку) на півночі Італії. Але він вже був не більше ніж маріонеткою під захистом вермахту. Постійно намагався перекласти провину за поразку на італійський народ, який виявився недостатньо великим для того, щоб належно оцінити його імперські мрії.

## Смерть Муссоліні

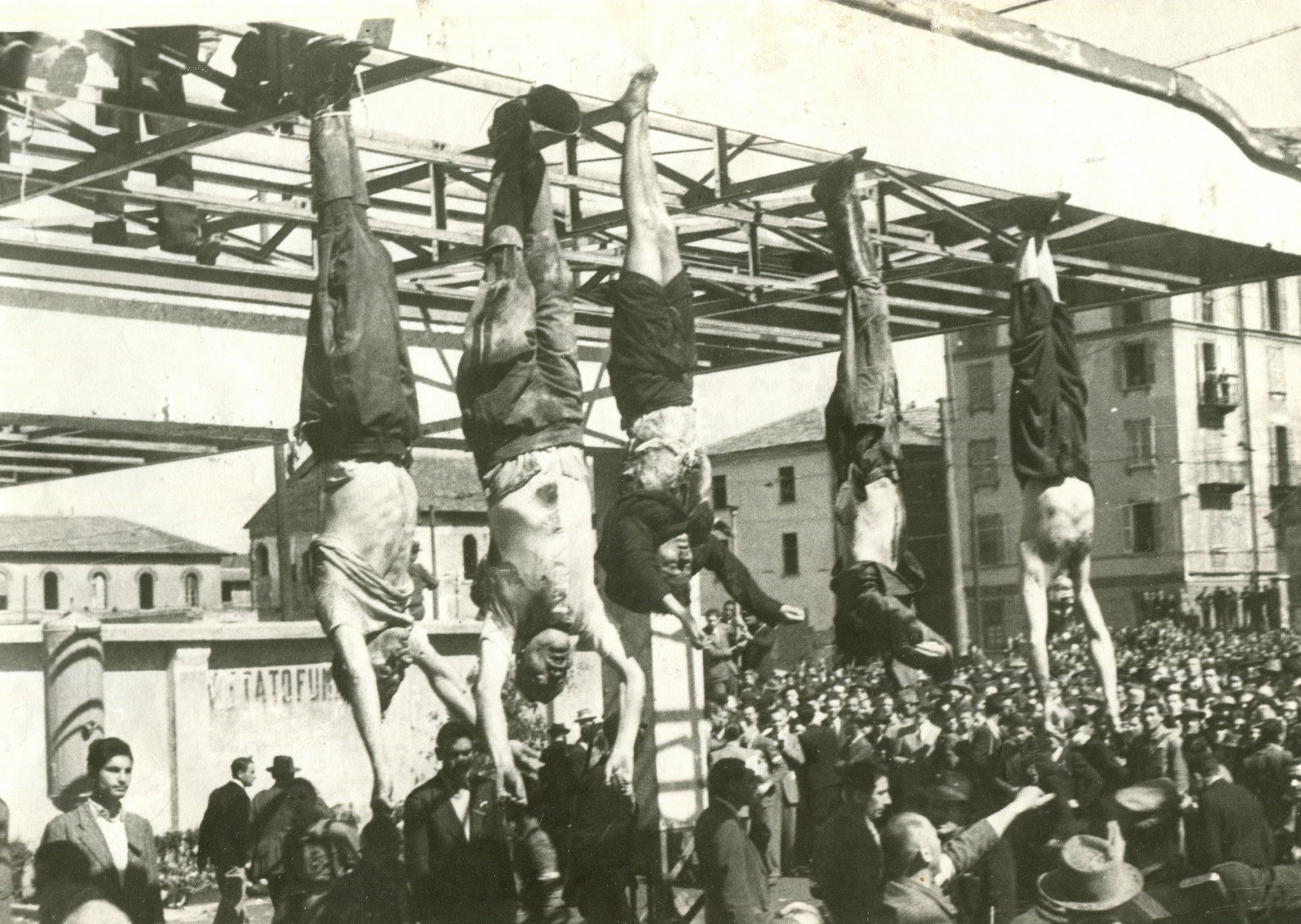
Зліва направо можна побачити бездиханні тіла колишнього комуністичного політика Нікола Бомбаччі, дуче Беніто Муссоліні, його вірної коханої Клари Петаччі, міністра Алессандро Паволіні та відомого фашистського політика Ахілле Стараче, які виставляються на площі Лорето в м. Мілан у 1945 році.

25 квітня 1945 року Муссоліні погодився на переговори з лідерами італійського партизанського руху, за посередництва архієпископа Міланського. Партизани заявили Муссоліні, що як він визнає свою поразку, то зможе розраховувати на справедливий суд, але не визнали за ним права виставляти будь-які попередні умови. Дізнавшись у той же час, що німці погодились на капітуляцію своїх військ в Італії навіть не повідомивши його, Муссоліні перервав переговори.
25 квітня Комітет Національного Звільнення ухвалив остаточне рішення щодо Муссоліні та віддав наказ стратити його відразу після схоплення.
Разом із Бомбаччі та Кларою Петаччі 26-го Муссоліні прибув до Комо, де затримався на якийсь час, що мало фатальні наслідки. Саме за час затримки італійська прикордонна охорона перейшла на бік партизан. Муссоліні спробував пройти партизанський кордон переодягнувшись у нацистську форму. Але за кілька хвилин, поблизу Донго, колона нацистів була зупинена 52-ю гарібальдійською партизанською бригадою. Муссоліні був упізнаний і затриманий.
28 квітня, безпосередньо перед тим, як війська Альянсу досягли Мілана, Муссоліні разом зі своєю коханкою Клареттою Петаччі був страчений комуністичним партизанським загоном. Їх розстріляли на місці разом з 16-особовим ескортом. Розповідали, що Кларі Петаччі партизани запропонували свободу, але вона з гордістю відповіла, що хоче розділити долю коханого.
Тіла страчених були вкинуті у вантажівку та доставлені до Мілана. Наступного дня тіла були вивішені в Piazzale Loreto (Мілан) разом з тілами інших фашистів, на плюндрування натовпові. Після того тіло Муссоліні було перевезено до Предаппіо та поховане у фамільній каплиці.

## Сім'я
Його пережила дружина Донна Ракеле, два сини Вітторіо та Романо Муссоліні та дочка Едда. Третій син, Бруно, загинув під час випробувань військового літака.
Онука Муссоліні Алессандра, донька Романо Муссоліні, зараз є депутатом італійського парламенту.

## У мистецтві
- Беніто Муссоліні став прототипом героя Бенціно Напалоні у фільмі Чарлі Чапліна «Великий диктатор».
- У 1993 році режисер Джанлуїджі Кальдерон зняв фільм про молодого Беніто Муссоліні. Головну роль зіграв іспанський актор Антоніо Бандерас.

## Нагороди

### Італія
- Хрест «За військові заслуги» (Італія)
- Пам'ятна медаль Італо-австрійської війни 1915—18
- Медаль Перемоги
- Пам'ятна медаль об'єднання Італії
- Пам'ятна медаль Маршу на Рим в золоті
- Хрест за вислугу років Добровольчої міліції (20 років)
- Вищий орден Святого Благовіщення (1924)
- Орден Святих Маврикія та Лазаря, великий хрест (1924)
- Орден Корони Італії, великий хрест (1924)
- Савойський військовий орден, великий хрест (7 травня 1936)
- Колоніальний орден Зірки Італії, великий хрест
- Орден Вірності (Албанія), великий хрест
- Орден Скандербега, великий хрест
- Орден Римського орла, великий золотий хрест (2 березня 1944)
- Орден Святих покровителів Італії, великий хрест (11 лютого 1945)

### Ватикан
- Єрусалимський Орден Святого Гробу Господнього, великий хрест (2 квітня 1923)
- Орден Золотої шпори (9 січня 1932)
- Орден Пія IX, великий хрест

### Іспанія
- Орден Карлоса IIIщ, ланцюг (25 лютого 1924)
- Імперський орден Ярма та Стріл, великий хрест (1937)

### Третій Рейх
- Почесний знак Німецького Червоного Хреста
  - великий хрест (1934)
  - великий хрест у золоті з діамантами (1937)
- Комбінований Знак Пілот-Спостерігач в золоті з діамантами (квітень 1937)
- Орден Заслуг німецького орла, великий хрест в золоті з діамантами (25 вересня 1937) — перший нагороджений.

### Інші країни
- Орден Лазні, великий хрест (Британська імперія; 1923) — позбавлений в 1940 році.
- Орден Білого Орла (Польща, 1923)
- Почесний бальї (Мальтійський орден; 2 квітня 1923)
- Орден Білого лева, великий хрест (Чехословацька республіка; 20 липня 1926)
- Орден Заслуг (Австрія), великий хрест 1-го класу з орлом
- Орден Зірки Непалу 1-го класу
- Військовий орден Лачплесіса 1-го класу (Латвія)
- Хрест Свободи (Естонія) 1-го класу
- Орден Серафимів (Швеція)
- Орден Південного Хреста, великий хрест (Бразилія)
- Орден Слона (Данія)
- Орден хризантеми з намистом (Японія)
- Орден Зірки Румунії, великий хрест
- Орден Печатки Соломона, великий хрест (Ефіопія)